# Babylon (1980)
Babylon is een speelfilm uit 1980 over de kansarme positie van zwarte allochtonen in de Britse samenleving. De film is geschreven door Martin Stellman (Quadrophenia) en Franco Rosso (tevens regie), en opgenomen in de Londense wijk Lewisham. De soundtrack is van de reggae-producer Dennis Bovell en de hoofdrol wordt gespeeld door Brinsley Forde, zanger/gitarist van Aswad en voormalig Dubbeldekkers-acteur. Zijn bandgenoot Angus Drummie Zeb Gaye heeft een bijrol als portier. 

## Verhaal
David, bijgenaamd Blue, woont nog thuis bij zijn hertrouwde moeder in een racistische buurt; overdag werkt hij als monteur in een garage (waar komiek Mel Smith de lakens uitdeelt) en 's avonds is hij te vinden in de Jamaicaanse soundsystems. Als David op staande voet ontslagen wordt gaat het mis; hij krijgt een pak rammel van politie-agenten die hem van misdaad beschuldigen waarna hij noodgedwongen op de vlucht slaat (iets dat zijn vriendin hem niet in dank afneemt). Uiteindelijk kan David zijn frustraties niet langer de baas en steekt hij zijn buurvrouw neer. Van een happy end is beslist geen sprake, want tijdens een dansavond trapt de politie zonder pardon de deuren in.

## Rolverdeling
| Acteur              | Personage      |
| ------------------- | -------------- |
| Brinsley Forde      | Blue           |
| Karl Howman         | Ronnie         |
| Trevor Laird        | Beefy          |
| Brian Bovell        | Spark          |
| Victor Romero Evans | Lover          |
| David N. Haynes     | Errol          |
| Archie Pool         | Dreadhead      |
| T-Bone Wilson       | Wesley         |
| Mel Smith           | Alan           |
| Beverly Michaels    | Elaine         |
| Maggie Steed        |                |
| Bill Moody          |                |
| Stefan Kalipha      |                |
| Beverley Dublin     | Sandra         |
| Granville Garner    | Sandra's vader |
| Mark Monero         | Carlton        |
| David Cunningham    | Sir Watts      |
| Cosmo Laidlaw       | rastaman       |
| Terence Dackombe    |                |
| Mikey Dread         |                |
| Drummie Zeb         | portier        |
| Wendell McKellar    | portier        |
| Frank Sylvester     |                |
| David Gant          | commissaris    |
| Michael Gunn        | Dedective      |
| Harry Miller        | Dedective      |
| Yvonne Agard        | Mrs. Watts     |
| Alan Igbon          | Rupert         |
| Donovan Platt       | William        |
| Charles Cork        | CID Dedective  |
| Gary Whelan         | CID Dedective  |
| David Macdonald     |                |
| Derek Broome        |                |
| Anthony Trent       | Fence          |
| Patrick Worrall     | Spooky         |
| Malcolm Frederick   | Wolf           |
| Vilma Hollingbery   |                |
| Cynthia Powell      |                |
| King Sounds         |                |
| Ann Duncan          |                |
| Jah Shaka           | zichzelf       |